# D.J. Fenner
Derrick Staven Fenner Jr. (nacido el 7 de diciembre de 1993 en Seattle, Washington, Estados Unidos) es un jugador de baloncesto profesional estadounidense que juega en la posición de escolta y actualmente  juega en el Heroes Den Bosch de la BNXT League. 

## Carrera deportiva
D.J. Fenner se formó universitariamente en Nevada Wolf Pack de la NCAA Division-I, donde Fenner se convirtió en uno de los máximo anotadores de la Montain West Conference y convirtiéndose en el decimotercer jugador con más puntos anotados en la historia de los Wolf Pack. 
En 2016 decide dar el salto a Europa y al profesionalismo de la mano del Alba Fehérvár de la Nemzeti Bajnokság I/A, la primera división húngara. Tras seis partidos y ante los problemas económicos del club magiar, el escolta terminaría la temporada en el Ifaistos Limnou B.C. de la A1 Ethniki, la primera división de Grecia. 
En la temporada 2018-2019 se marcha a Finlandia para jugar con el Salon Vilpas Vikings de la Korisliiga, la primera división finlandesa, pero nuevamente no acabaría la temporada en el equipo marchándose a mitad de temporada a la liga bosnia con HKK Široki. 
En la temporada 2019-2020 llega a la liga primera división serbia para unirse al KK Tamiš de la Liga Serbia de Baloncesto, donde promedió 16.2 puntos hasta que la competición se paralizó por el COVID-19. 
En la temporada 2020-21, firma por el Imortal Basket Club de la Liga Portuguesa de Basquetebol, terminando la competición como segundo máximo anotador de la LPB con 20.4 puntos de media por encuentro.
El 4 de julio de 2021, firma por una temporada con el Club Melilla Baloncesto de la Liga LEB Oro. El 13 de agosto, el Club Melilla Baloncesto hace oficial que el jugador no formaría parte de su plantilla para la temporada 2021-22.
El 19 de agosto de 2021, firma por una temporada con el MKS Dąbrowa Górnicza de la PLK polaca. 